# قلعه شیباتا
قلعه شیباتا (انگلیسی: Shibata Castle) یک قلعه ژاپنی است که در شیباتا، نیگاتا در استان نیگاتا در ژاپن واقع شده‌است.